# Luis García-Ochoa
Luis García-Ochoa Ibáñez (San Sebastián, 18 de Março de 1920) é um pintor e artista gráfico espanhol, académico de Belas Artes.
Nasceu em San Sebastian e com 9 anos mudou-se com a família para Madrid. Começou a trabalhar no atelier de arquitectura de seu pai onde se molda na arte de vanguarda. Estudou na Escola Superior de Belas-Artes de São Fernando e continuou os seus estudos em França, Italia e Inglaterra graças a bolsas de estudo. 
Começou a pintar e participou na Escola de Vallecas, onde conheceu Benjamín Palencia, que influenciou a sua obra. Foi um dos integrantes da chamada Escola de Madrid, nos anos quarenta e cinquenta, e a sua obra pode ser enquadrada numa corrente de realismo expressionista. 
Foi convidado a participar na Bienal de Veneza em 1940, 1950, 1952 e 1954, participou várias vezes nas Exposições Nacionais de Belas Artes de Madrid  bem como em diversas outras mostras colectivas e realizou numerosas exposições individuais. Desenvolveu também um importante trabalho na arte da gravura e na ilustração de livros.
Em 1980 foi eleito membro da Real Academia de Belas-Artes de São Fernando de Madrid. Em 1993 funda a Escola de Pintores Figurativos de El Escorial.
A sua obra pode ser vista no Museu de Arte Contemporânea de Madrid, no Museu de Belas Artes de Bilbau e na Fundação Juan March, em Madrid.